# Петушки (Пушкинский район)
Петушки — деревня в Пушкинском районе Московской области России, входит в состав сельского поселения Ельдигинское. Население — 9 чел. (2010).

## География
Расположена на севере Московской области, в западной части Пушкинского района, примерно в 9 км к северу от центра города Пушкино и 24 км от Московской кольцевой автодороги. В 3 км к востоку — линия Ярославского направления Московской железной дороги, в 5 км к востоку — Ярославское шоссе М8, в 5 км к северу — Московское малое кольцо А107, в 6 км к юго-западу — Учинское водохранилище системы канала имени Москвы.
В деревне один микрорайон, приписано два садоводческих товарищества. Ближайшие населённые пункты — деревни Дарьино и Матюшино, ближайшая железнодорожная станция — платформа Зеленоградская.

## Транспорт
- 25 (пл. Правда — Ельдигино — Тишково)
- 32 (пл. Правда — Ельдигино — Алёшино — Луговая) [4].

## Население
| 1859 | 1899 | 1926 | 2002 | 2006 | 2010 |
| ---- | ---- | ---- | ---- | ---- | ---- |
| 36   | ↘30  | ↗90  | ↘9   | ↘7   | ↗9   |

## История
В «Списке населённых мест» 1862 года — казённая деревня 1-го стана Дмитровского уезда Московской губернии по правую сторону Московско-Ярославского шоссе (из Ярославля в Москву), в 45 верстах от уездного города и 32 верстах от становой квартиры, при пруде, с 6 дворами и 36 жителями (15 мужчин, 21 женщин).
По данным на 1899 год — деревня Богословской волости Дмитровского уезда с 30 жителями.
В 1913 году — 10 дворов.
По материалам Всесоюзной переписи населения 1926 года — деревня Ельдигинского сельсовета Софринской волости Сергиевского уезда Московской губернии в 3,7 км от Ярославского шоссе и 7,5 км от станции Софрино Северной железной дороги, проживало 90 жителей (35 мужчин, 55 женщин), насчитывалось 13 крестьянских хозяйств.
С 1929 года — населённый пункт в составе Пушкинского района Московского округа Московской области. Постановлением ЦИК и СНК от 23 июля 1930 года округа как административно-территориальные единицы были ликвидированы.
Административная принадлежность
1929—1930, 1934—1957 гг. — деревня Матюшинского сельсовета Пушкинского района.
1930—1934 гг. — деревня Матюшинского сельсовета Зелёного города.
1957—1959 гг. — деревня Матюшинского сельсовета Мытищинского района.
1959—1960 гг. — деревня Степаньковского сельсовета Мытищинского района.
1960—1962 гг. — деревня Ельдигинского сельсовета Калининградского района.
1962—1963, 1965—1994 гг. — деревня Ельдигинского сельсовета Пушкинского района.
1963—1965 гг. — деревня Ельдигинского сельсовета Мытищинского укрупнённого сельского района.
1994—2006 гг. — деревня Ельдигинского сельского округа Пушкинского района.
С 2006 года — деревня сельского поселения Ельдигинское Пушкинского муниципального района Московской области.